# Demokratisches Kampuchea
Demokratisches Kampuchea (Khmer: កម្ពុជាប្រជាធិបតេយ្យ, Kâmpŭchéa Prâcheathippadey), in der Bundesrepublik Deutschland offiziell Demokratisches Kamputschea, fälschlich Demokratische Republik Kampuchea, Demokratische Republik Kambodscha, Republik Demokratisches Kampuchea genannt, war die offizielle Bezeichnung Kambodschas zwischen 1975 und 1979.
Der Staat wurde gegründet, nachdem die maoistisch-nationalistischen Roten Khmer die von Lon Nol geführte prowestliche Republik Khmer besiegt hatten. Die Verwaltungsorgane hießen Angkar Loeu („Obere Organisation“). Die Führung der Kommunistischen Partei Kambodschas (KPK) bezeichnete sich zu dieser Zeit selbst als Angkar Padevat. Der Führer der Roten Khmer war Pol Pot, ihr Ziel war es, einen autarken Bauernstaat zu errichten, und es kam unter ihrer Herrschaft zu zahlreichen Menschenrechtsverletzungen (u. a. Zwangsarbeit in großem Umfang und Hinrichtungen von potenziellen Gegnern), die zusammenfassend als Genozid in Kambodscha bezeichnet werden.
Nach Massakern an ethnischen Vietnamesen und Angriffen der Roten Khmer auf vietnamesische Dörfer marschierten im Dezember 1978 Truppen der vietnamesischen Volksarmee und pro-vietnamesische Exilkambodschaner in das Gebiet Kampucheas bzw. Kambodschas ein, befreiten das Land vom Pol-Pot-Regime und riefen nach wenigen Tagen die Volksrepublik Kampuchea (VRK) mit einer pro-vietnamesischen Regierung aus. Die Kräfte der Roten Khmer formierten sich entlang der Grenze zu Thailand neu und behielten die Struktur des Staates in den von ihnen kontrollierten Regionen bei. Die meisten westlichen Staaten erkannten das Regime der Roten Khmer weiterhin als die rechtmäßige Regierung des Landes an.

## Geschichte

### Bürgerkrieg und Errichtung des Regimes
1970 wurde der seit 1955 zuerst als König und ab 1960 als Alleinherrscher regierende Norodom Sihanouk von der Nationalversammlung unter Führung des Premierministers Lon Nol als Staatsoberhaupt abgesetzt. Sihanouk widersetzte sich in einem Bündnis mit den Roten Khmer der neuen Regierung. Wegen der vietnamesischen Besetzung Ostkambodschas, der massiven Flächenbombardierung des Landes durch die US-Streitkräfte in der Operation MENU und gestützt auf Sihanouks Ansehen, welcher von der Landbevölkerung als Gottkönig verehrt wurde, konnten sich die Roten Khmer als eine friedliebende Partei und als Teil einer von der Mehrheit der Bevölkerung getragenen Koalition darstellen. Mit großer Unterstützung durch die Landbevölkerung konnten sie am 17. April 1975 die Hauptstadt Phnom Penh einnehmen. Norodom Sihanouk diente vorläufig auch weiterhin als Repräsentationsfigur der neuen Regierung.
Sofort nach dem Fall Phnom Penhs evakuierten die Roten Khmer die etwa 2,5 Millionen Einwohner (1,5 Millionen Kriegsflüchtlinge mit eingeschlossen), so dass die Umsiedler die Ausfallstraßen verstopften. Die Stadt war schnell fast menschenleer. Die Roten Khmer rechtfertigten die Evakuierungen damit, dass es nicht möglich sei, den Transport einer ausreichenden Menge Nahrungsmittel für die zwischen 2 und 3 Millionen zählende Stadtbevölkerung zu organisieren. Daher wurde argumentiert, dass man nicht die Lebensmittel zu den Menschen, sondern die Menschen zu den Lebensmitteln bringen müsse. Außerdem verbreiteten sie das Gerücht, dass amerikanische Flugzeuge kurz vor der Bombardierung der Stadt stünden.
Ähnliche Evakuierungen wurden in Battambang, Kampong Cham, Siem Reap, Kampong Thom und in anderen Städten durchgeführt. Die Roten Khmer wollten das Land in eine Nation der Landarbeiter verwandeln, in der die Korruption und der „Parasitismus des Stadtlebens“ vollständig ausgemerzt wären.
Gleich nach dem Sieg der Roten Khmer von 1975 kam es zu einem Scharmützel mit vietnamesischen Truppen. Weitere Vorfälle ereigneten sich im Mai 1975. Im Juni reisten Pol Pot und der aus Südvietnam stammende neue Außenminister Ieng Sary in die vietnamesische Hauptstadt Hanoi. Sie schlugen einen Freundschaftsvertrag zwischen den beiden Ländern vor, was von den Führern Vietnams jedoch eher kühl aufgenommen wurde.

### Niedergang
Nach immer provokanteren Grenzverletzungen und der Ermordung zahlreicher Vietnamesen durch die Roten Khmer entschloss sich die vietnamesische Regierung im Frühjahr 1978, den innerkambodschanischen Widerstand gegen das Pol-Pot-Regime zu unterstützen, was zur Folge hatte, dass sich der Osten des Landes zu einem Brennpunkt des Aufstands entwickelte. Die Kriegshysterie trieb im Demokratischen Kampuchea seltsame Blüten: So erklärte Radio Phnom Penh im Mai 1978 – am Vorabend des Ostzonenaufstands So Phims – dass, wenn jeder kambodschanische Soldat dreißig Vietnamesen töte, nur 2 Millionen Soldaten erforderlich seien, um die gesamte vietnamesische Bevölkerung von 50 Millionen zu vernichten. Anscheinend wurde die Führung in Phnom Penh von unermesslichem territorialem Ehrgeiz ergriffen: So wollte sie das Mekong-Delta zurückerobern, das sie als Khmer-Gebiet ansah.
Nach dem Mai-Aufstand nahmen im Osten die Massaker an ethnischen Vietnamesen und ihren Sympathisanten durch die Roten Khmer zu. Einige Quellen behaupten, Minister Vorn Vet habe im Spätsommer 1978 den Versuch eines Staatsstreichs unternommen. Ob es diesen Versuch wirklich gegeben hat, ist nicht geklärt. Abgesehen von einem durch Folter erzwungenen Geständnis Vorn Vets soll es keine belastbaren Hinweise auf derartige Aktivitäten geben. Gesichert ist in den letzten Monaten des Jahres 1978 eine weitere Säuberungswelle innerhalb der Roten Khmer, der auch Vorn Vet zum Opfer fiel und die vielfach im Zusammenhang mit Pol Pots Paranoia gesehen wird, die sich angesichts eines bevorstehenden Angriffs durch Vietnam nun auch gegen seine eigenen Vertrauten gerichtet habe.
In der zweiten Hälfte des Jahres 1978 gab es zehntausende Exilanten auf vietnamesischem Staatsgebiet. Am 3. Dezember 1978 verkündete Radio Hanoi die Aufstellung der Vereinigten Bewegung zur Rettung Kambodschas (französisch Front uni national pour le salut du Kampuchéa, FUNSK). Sie war eine heterogene Gruppe aus kommunistischen und nichtkommunistischen Exilanten, die durch ihre Gegnerschaft zum Pol-Pot-Regime und durch ihre nahezu vollständige Abhängigkeit von Schutz und Unterstützung durch die Vietnamesen zusammengehalten wurde.

### Vietnamesische Invasion
Im Verlauf des Jahres 1978 entschloss sich Vietnam angesichts der kriegerischen Akte der Kambodschaner in der Grenzregion zu einer militärischen Lösung und begann am 22. Dezember eine Invasion mit dem Ziel des Sturzes des Demokratischen Kampuchea. Zunächst überschritten zwei Divisionen die Grenze, ab dem 25. Dezember waren 13 vietnamesische Divisionen mit insgesamt etwa 150.000 Soldaten im Einsatz, die von der Luftwaffe unterstützt wurden. Obwohl die Armee Kampucheas von China finanziell und materiell aufgerüstet worden war, konnte Vietnam in zwei Wochen bereits die Hälfte Kampucheas einnehmen. Am 7. Januar 1979 nahmen vietnamesische Truppen die Hauptstadt Phnom Penh ein.
Am folgenden Tag wurde die Volksrepublik Kampuchea ausgerufen, die als Satellitenstaat Vietnams galt. Die neue Regierung wurde durch eine starke vietnamesische Militärpräsenz sowie durch zivile vietnamesische Regierungsberater gestützt. Im Verlauf der 1980er Jahre war die Satellitenregierung der neugegründeten Volksrepublik Kampuchea hauptsächlich mit der Organisation ihres eigenen Überlebens, dem Wiederaufbau der Wirtschaft und der politischen wie militärischen Bekämpfung der Roten Khmer beschäftigt.
Die Roten Khmer zogen sich zunächst nach Thailand zurück. Sie lebten über zwei Jahrzehnte mit Duldung der thailändischen Regierung in mehreren Lagern in der unmittelbar an der Grenze zu Kambodscha gelegenen Provinz Trat und führten von dort aus bis in die 1990er Jahre hinein Guerilla-Operationen gegen die kambodschanische Regierung durch.

### Fortwirken als Exilregierung
Die Generalversammlung der Vereinten Nationen entschied im September 1979 mit 71 zu 35 Stimmen (bei 34 Enthaltungen), dass das Demokratische Kampuchea weiterhin die legitime Vertretung des Landes bei der UN sei. Dafür sprachen sich insbesondere die damaligen ASEAN-Staaten und die Volksrepublik China, aber auch die USA und die meisten westlichen Staaten (mit der Ausnahme Frankreichs) aus. Dagegen war vor allem der sowjetisch geführte Block, der die mithilfe der vietnamesischen Interventionstruppen installierte Volksrepublik Kampuchea anerkannte. Den Sitz des Ständigen Vertreters bei der UNO nahm anschließend Thiounn Prasith – ein enger Mitarbeiter von Ieng Sary – ein.
Auf Drängen Thailands, der USA und der Volksrepublik China bildeten im Juni 1982 die drei wesentlichen, rivalisierenden Gruppen des anti-vietnamesischen Widerstands die Koalitionsregierung des Demokratischen Kampuchea. Beteiligt waren die monarchistische FUNCINPEC des Prinzen Norodom Sihanouk und die antikommunistisch-republikanische KPNLF von Son Sann; die Roten Khmer (als „Partei des Demokratischen Kampuchea“) hatten jedoch weiterhin die führende Rolle inne. Diese Exilregierung führte bis 1993 mit Unterstützung unter anderem von China und den USA weiterhin Guerilla-Kampfaktionen gegen Kambodscha an und trat gegenüber den internationalen Organisationen als legitime Regierung Kambodschas auf. Nach der Übergangsverwaltung der Vereinten Nationen in Kambodscha und den Wahlen zur Nationalversammlung im Juli 1993 wurde international das Königreich Kambodscha als legitime Regierung angesehen und das Demokratische Kampuchea isoliert.

## Politik

### Verfassung
Die Erarbeitung einer Verfassung für das Demokratische Kampuchea zog sich über ein Dreivierteljahr hin. Zwar hatte die Führung der Roten Khmer bereits im April 1975 die Grundzüge der künftigen verfassungsmäßigen Ordnung festgelegt, erst im Dezember 1975 aber war der Text der Verfassung fertiggestellt. Nach der Annahme am 19. Dezember 1975 wurde sie im Januar 1976 verkündet.

### Legislative
Art. 5 der Verfassung übertrug die gesetzgebende Gewalt der Versammlung der Vertreter des Volkes von Kampuchea. Sie repräsentierte das Volk, die Arbeiter, die Bauern und die Angehörigen der Armee. Die Versammlung hatte 250 Mitglieder, von denen 150 die Bauern, 50 die Arbeiter und weitere 50 die Armeeangehörigen vertraten. Die Vertreterversammlung sollte alle fünf Jahre durch allgemeine, direkte, unmittelbare und geheime Wahlen von der Bevölkerung gewählt werden (Art. 6 der Verfassung). Die Wahlen fanden im März 1976 ohne vorherigen Wahlkampf statt. Die Kandidaten waren vorgegeben; einer von ihnen war Pol Pot, der als Arbeiter einer Kautschukplantage antrat. Ob tatsächlich die gesamte Bevölkerung wählen konnte, ist zweifelhaft. Einer Quelle zufolge konnten nur Arbeiter in Betrieben ihre Stimme abgeben, während Bauern in den Kooperativen von der Teilnahme ausgeschlossen waren.
Die einzige Plenarsitzung der Vertreterversammlung fand vom 10. bis zum 13. April 1976 in Phnom Penh statt. In dieser Sitzung gab sich die Versammlung eine Verfahrensordnung. Danach sollten die Mitglieder einmal jährlich zusammenkommen. Das Tagesgeschäft sollte von einem Ständigen Komitee der Vertreterversammlung wahrgenommen werden, dem zehn Mitglieder angehörten. Nuon Chea war der Vorsitzende des Ständigen Komitees. Das Ständige Komitee der Vertreterversammlung war formal unabhängig vom Ständigen Komitee der Kommunistischen Partei Kambodschas, allerdings waren mehrere Parteifunktionäre Mitglieder in beiden Komitees.
Nach dem April 1976 trat die Vertreterversammlung entgegen ihrer Geschäftsordnung nicht wieder zusammen.

### Exekutive

#### Regierungsspitze
Gemäß Art. 8 der Verfassung wurde die Exekutive von der Versammlung der Vertreter des Volkes von Kampuchea gewählt.
Nach der einzigen Sitzung der Vertreterversammlung wurde am 14. April 1976 die neue Regierung des Demokratischen Kampuchea öffentlich vorgestellt. Die Geschäftsbereiche waren wie folgt besetzt:
- Pol Pot (Ministerpräsident)
- Ieng Sary (Stellvertretender Ministerpräsident, Außenminister)
- Vorn Vet (Stellvertretender Ministerpräsident, Wirtschaftsminister; „Superminister“[17])
- Son Sen (Stellvertretender Ministerpräsident, Verteidigung; auch: Geheimdienstchef)
- Hu Nim (Minister für Information und Propaganda)
- Thioun Thoeun (Gesundheitsminister)
- Ieng Thirith (Ministerin für Soziale Angelegenheiten)
- Toch Phoeun (Minister für Öffentliche Arbeiten)
- Yun Yat (Ministerin für Kultur und Bildung).

Zwischen den Mitgliedern der Regierung gab es vielfältige familiäre bzw. persönliche Verbindungen. Die Sozialministerin Ieng Thirith war die Schwester von Pol Pots Ehefrau Khieu Ponnary, die ungeachtet einer Erkrankung an paranoider Schizophrenie nominell die Nationale Frauenvereinigung im Demokratischen Kampuchea leitete und noch 1978 als „Mutter der Revolution“ gefeiert wurde. Der Stellvertretende Ministerpräsident und Außenminister Ieng Sary war Ieng Thiriths Ehemann und Schwager Pol Pots. Der Verteidigungsminister Son Sen hatte in den 1950er Jahren mit Pol Pot in Paris eine Ausbildung absolviert. Son war mit der Kultur- und Bildungsministerin Yun Yat verheiratet. Daraus und aus weiteren persönlichen Verflechtungen wurde in rückwirkenden Betrachtungen die Einschätzung abgeleitet, die Roten Khmer seien clanartig strukturiert gewesen.
Einige Mitglieder des Führungszirkels kamen bei politischen Säuberungen ums Leben. Propagandaminister Hu Nim wurde ungefähr im April 1977 verhaftet und nach Geständnissen, die er unter Folter abgegeben hatte, im Juli 1977 hingerichtet. „Superminister“ Vorn Vet wurde im November 1978, zwei Monate vor dem Ende des Regimes der Roten Khmer, verhaftet, gefoltert und hingerichtet. Beiden wurden Sympathien für den mit Kampuchea verfeindeten Nachbarn Vietnam und die Vorbereitung eines Umsturzes vorgeworfen.

#### Verwaltung
Eine funktionierende staatliche Verwaltung existierte im Demokratischen Kampuchea tatsächlich nicht. In der Zeit von 1975 bis 1978 war die Kommunistische Partei Kambodschas, die teilweise als Angka auftrat, das faktische Machtzentrum des Landes. Mit ihren Unterorganisationen erreichte sie das gesellschaftliche Leben bis in die lokalen Kooperativen.

### Autarkie und Abschottung

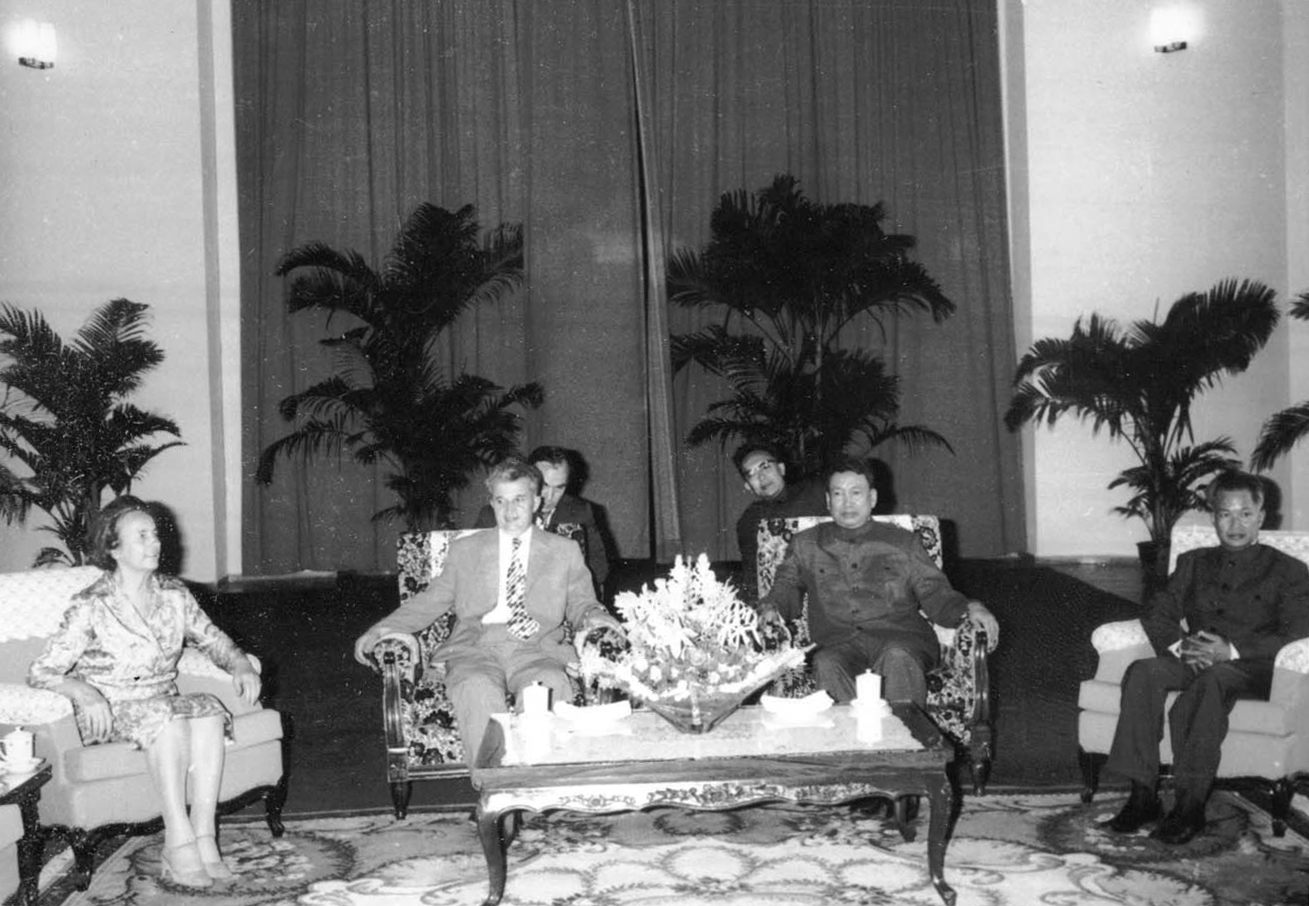
Nicolae Ceaușescu mit Pol Pot, 1978

Die Roten Khmer verfolgten das Ziel der politischen und wirtschaftlichen Autarkie. Die Führung der Partei war geprägt von der Befürchtung, Kampuchea könne zwischen den großen Nachbarn Thailand und Vietnam aufgerieben werden. Während der Studienjahre in Paris hatten Pol Pot, seine spätere Frau Khieu Ponnary, Ieng Sary und Ieng Thirith Kontakt zur Kommunistischen Partei Indochinas, die von Vietnamesen dominiert wurde. Bereits hier distanzierten sie sich von den vietnamesischen Kommunisten und sahen die Notwendigkeit einer eigenen kambodschanischen Linie. In den folgenden zehn Jahren entwickelte sich aus diesem Unabhängigkeitsstreben gegenüber Vietnam eine Xenophobie unter den führenden Funktionären der Roten Khmer. Khieu Samphan entwickelte daraus in seiner 1959 veröffentlichten Dissertation Die Wirtschaft Kambodschas und die Probleme seiner Industrialisierung den Gedanken der kambodschanischen Autarkie, der die Wirtschafts-, Innen- und Außenpolitik des Demokratischen Kampuchea maßgeblich prägte. Nach seiner Auffassung lebten die Eigentümer der kambodschanischen Produktionsanlagen weitestgehend im Ausland und würden dorthin auch ihre Gewinne transferieren. Um die wirtschaftliche Weiterentwicklung des Landes sicherzustellen, müsse Kambodscha von ausländischen Einflüssen abgeschnitten werden, und die Gewinne müssten im Land verbleiben.
Die Wirtschaftspolitik war darauf ausgerichtet, die Versorgung der kambodschanischen Bevölkerung selbst und ohne Rückgriff auf Importe aus dem Ausland sicherzustellen. Pol Pot erklärte deshalb 1977 die Landwirtschaft zum „Basisfaktor“ der Volkswirtschaft; die Industrie habe ihr zu dienen.
Außenpolitisch erklärt die Angst vor einer vietnamesischen Vormacht den lang anhaltenden Konflikt Kampucheas mit Vietnam und letztlich auch die Hinwendung des Landes zu China. Vietnam stand in den späten 1970er Jahren unter dem Einfluss der Sowjetunion, während China einen eigenen, sowjetkritischen Kurs verfolgte und auch zu Vietnam distanziert stand. China unterstützte Kampuchea bis zu den letzten Tagen des Pol-Pot-Regimes. Der Grund dafür wird vielfach in dem Bestreben Chinas gesehen, mit Kambodscha einen Pufferstaat zwischen sich und Vietnam zu erhalten.
Das Bestreben nach Unabhängigkeit und Autarkie führte außenpolitisch zum Abbruch der diplomatischen Beziehungen zu fast allen Staaten. Kampuchea unterhielt ab 1975 nur noch zu wenigen Staaten des sozialistischen Lagers Kontakte. Unter ihnen waren die Volksrepublik China als wichtigster Verbündeter, ferner die Nachbarstaaten Laos, Thailand und Vietnam, darüber hinaus Nordkorea, Jugoslawien und Rumänien. Besuche ausländischer Politiker waren selten. Abgesehen von chinesischen Delegationen kam es nur zu einem Besuch eines Vertreters von Burma sowie 1978 einem Besuch des rumänischen Staatspräsidenten Nicolae Ceaușescu.
Erst im Herbst 1978 gab es Anzeichen dafür, dass Kampuchea von seiner Linie der Selbstisolierung abrücken könnte. Im Dezember 1978 – wenige Wochen vor dem Beginn der vietnamesischen Invasion – luden die Roten Khmer erstmals zwei Journalisten und einen Wissenschaftler aus dem nichtsozialistischen Ausland ein. In einem Gespräch mit der Journalistin Elizabeth Becker von der Washington Post behauptete Pol Pot nach einer Schilderung der vietnamesischen Bedrohung, der Warschauer Pakt stehe gegen Kambodscha. Einige Beobachter sehen darin einen späten Versuch Pol Pots, ähnlich wie der prochinesische und moskaukritische Nicolae Ceaușescu bei den Vereinigten Staaten von Amerika auf Sympathien zu stoßen.

## Gesellschaftsordnung
Offiziell war die Gesellschaftsordnung des Demokratischen Kampuchea völlig egalitär. In der Praxis war dies jedoch nicht der Fall: Einen höheren Lebensstandard als der Rest der Bevölkerung genossen Mitglieder der KPK, Bewerber um die Mitgliedschaft, Ebenenführer des armen ländlichen Hinterlandes, die mit Angka zusammenarbeiteten, sowie Angehörige des Militärs. Angesichts ihrer radikalen revolutionären Ideen erscheint es ironisch, dass unter der Führung der Roten Khmer die Vetternwirtschaft ein Niveau erreichte, das fast dem Stand der Sihanouk-Ära entsprach. Aufgrund der kambodschanischen Kultur, der intensiven Geheimniskrämerei und des Misstrauens der Führung gegenüber Außenstehenden, besonders pro-vietnamesischen Kommunisten, waren Familienbande sehr wichtig. Auch Habsucht war ein Motiv. Mehrere Ministerien, wie das Außenministerium und das Industrieministerium, wurden von einflussreichen Rote-Khmer-Familien beherrscht und für ihre privaten Zwecke benutzt. Der Dienst im diplomatischen Korps wurde als ein besonders rentables „Lehen“ angesehen.

## Verwaltungsgliederung
1975 schafften die Roten Khmer sämtliche herkömmlichen kambodschanischen Verwaltungskreise ab. An die Stelle der bisherigen Provinzen traten sieben geographische Kreise. Diese Gliederung beruhte auf der Gebietseinteilung der Roten Khmer, wie sie sich in der Zeit des Bürgerkrieges aus den Kämpfen gegen die Republik Khmer unter General Lon Nol herausgebildet hatte (in Klammern der jeweilige Sekretär des Komitees, d. h. Chef der lokalen Regierung):

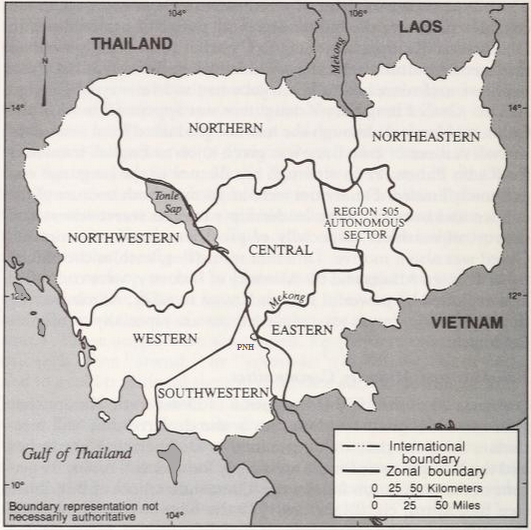
Verwaltungskreise des Demokratischen Kampuchea nach den Reorganisationen von 1975 bis 1977

- die Nordwestliche Zone (Ros Nhim alias Moul Sambath)
- die Nördliche Zone (Sae alias Kang Chap)
- die Nordöstliche Zone (Ya alias Men San)
- die Östliche Zone (So Phim alias So Vanna)
- die Südwestliche Zone (Ta Mok alias Ek Choeun)
- die Siemreap-Sonderregion Nr. 106 (bis Mitte 1977)
- die Hauptstadt-Sonderzone Phnom Penh (Vorn Vet alias Penh Tuok, Sok Thuok)

Mitte 1975 wurde die Westliche von der Südwestlichen Zone abgespalten, 1976 die Kratie-Sonderregion Nr. 505 von der Nordöstlichen Zone (und unter direkte Kontrolle der Zentralregierung gestellt). Mitte 1977 wurde die Nördliche Zone in eine Nördliche und eine Zentrale Zone aufgeteilt, dafür wurde die Siemreap-Sonderregion der Nördlichen Zone zugeschlagen. Damit entstanden drei weitere Verwaltungskreise (und entfiel einer, Siemreap):
- die Westliche Zone (Chou Chet	alias Thang Si)
- die Zentrale Zone (Ke Pauk alias Ke Vin)
- die Kratie-Sonderregion Nr. 505

Die Zonen wurden in Regionen oder Damban unterteilt, die keine Namen, sondern nur zufällig zugewiesene Ordnungszahlen trugen. Die Gemeinden wurden in Gruppen (Krom) von 15 bis 20 Haushalten unter der Führung eines Gruppenführers (Meh Krom) aufgeteilt. Diese Praxis wurde unter dem von Vietnam installierten Regime der Volksrepublik Kampuchea beibehalten.

## Wirtschaft
Die Wirtschaftspolitik, die die Roten Khmer ab 1975 in Kampuchea umsetzten, gilt als einzigartiges revolutionäres Experiment ohne Vorbild. Sie lehnte sich in Teilen an den Großen Sprung nach vorn der Volksrepublik China an, ging aber über dessen Radikalität weit hinaus. Die kambodschanische Wirtschaftspolitik war geprägt vom Ziel der Autarkie und verfolgte die unverzügliche Kollektivierung des Wirtschaftslebens.
Nach der Übernahme der Macht erklärten die Roten Khmer die bisherige Landeswährung, den Kambodschanischen Riel, für ungültig. Anfänglich hatte es Pläne gegeben, sie durch eine neue Währung zu ersetzen – entsprechende Druckplatten wurden nach dem Ende des Regimes gefunden –, auf dem Parteikongress im Februar 1975 war aber die Entscheidung für eine vollständige Abschaffung des Geldes gefallen. Ab April 1975 kam der Handel in Kambodscha zum Erliegen. Dem Grundsatz der Selbstgenügsamkeit entsprechend, war jede Gemeinde bzw. Gruppe zur Selbstversorgung verpflichtet.
Entsprechend dem Ziel der Selbstversorgung versuchte die Führung, den Reisertrag im Land zu erhöhen, indem die Anbauflächen erweitert wurden. Ergänzend wurde ein landesweites System von Kanälen und Dämmen entwickelt, mit dem die Bewässerung der Felder gesteuert werden sollte. Diese Anlagen entstanden weitgehend in Handarbeit durch die Bevölkerung.
Zeitgleich wurde der Außenhandel nahezu vollständig eingestellt. Lediglich mit China kam es während der gesamten Herrschaft der Roten Khmer zum regelmäßigen Warenaustausch.

## Autogenozid

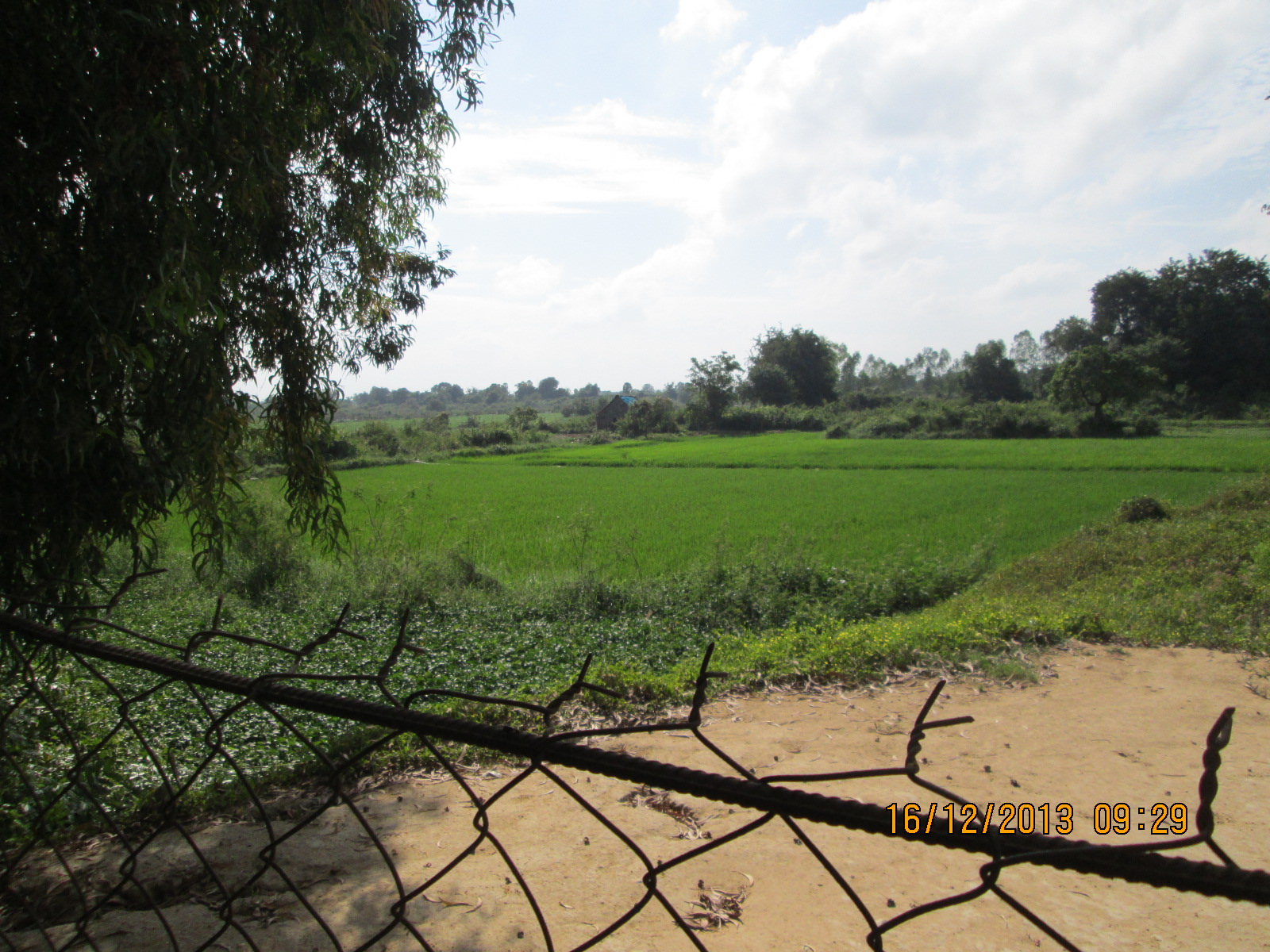
Autogenozid: „The Killing Fields“

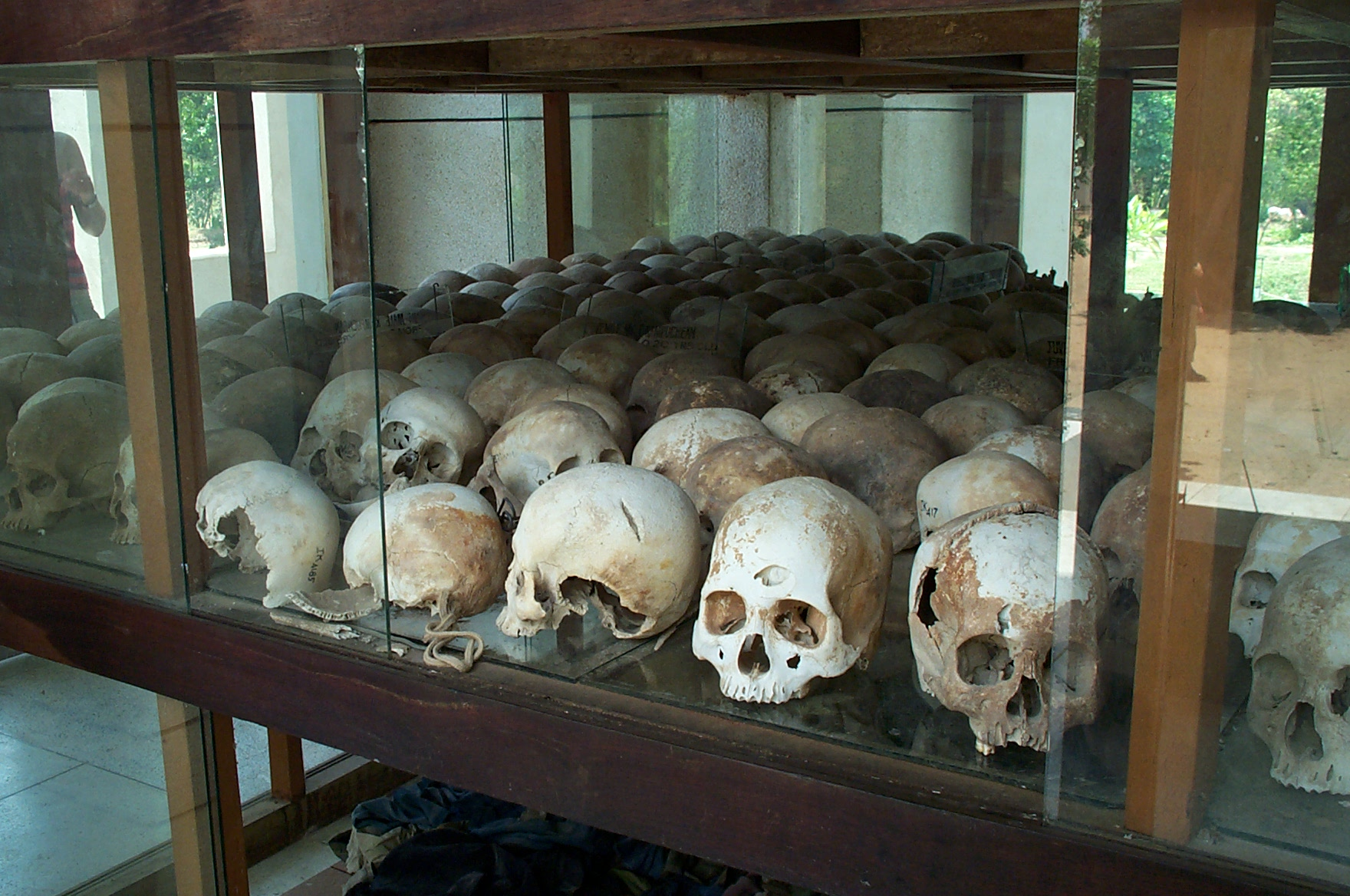
Totenschädel im Innern des Stupa von Choeung Ek

Ein zentraler Teil der Geschichte des Demokratischen Kampuchea ist der Massenmord an der eigenen Bevölkerung. Diese als Autogenozid bezeichnete, nach innen gerichtete Aggression begann in den von den Roten Khmer kontrollierten Landesteilen bereits vor dem Ende des Lon-Nol-Regimes. Nach der Machtübernahme durch die Roten Khmer setzte er sich in allen Landesteilen mit gesteigerter Intensität fort. Schon während der Evakuierung der Städte und der anschließenden Märsche in die ländlichen Gemeinden starben viele Kambodschaner an Krankheiten und Hunger. Später führte die organisierte Zwangsarbeit in den kollektivierten Agrarbetrieben zu zahlreichen Todesopfern. Außerdem wurden Zehntausende als „Feinde der Revolution“, oft aus nichtigem Grunde oder wegen kleinster Vergehen, hingerichtet. Davon blieben auch Parteimitglieder nicht verschont. Von 1975 bis 1978 kam es zu mehreren Säuberungswellen, denen auch hohe Kader zum Opfer fielen.
Schätzungen über die Gesamtzahl der Opfer divergieren stark, Kiernan vom Genocide Studies Program der Yale University gibt sie mit mehr als 1,6 Millionen von knapp 8 Millionen Gesamtbevölkerung an. Eine konservative Schätzung durch Michael Vickery anhand von Bevölkerungsstatistiken von Angus Maddison geht von 750.000 aus. Chandler führt als untere Grenze von 800.000 bis 1 Million Opfern an, wobei die Toten des Krieges gegen Vietnam nicht mitgezählt werden. Besonders plakative Veröffentlichungen sprechen sogar von zwei bis drei Millionen Opfern.
Der bis 1975 in Kambodscha und anschließend in Thailand lebende Geistliche François Ponchaud machte den Genozid in Kambodscha mit seinem 1977 erschienenen Buch Cambodge année zéro weltweit bekannt. Er stützte seine Darstellung auf seine eigenen Erfahrungen in Phnom Penh und auf Augenzeugenberichte von Kambodschanern, die nach Thailand geflohen waren. Zu den wenigen intellektuellen Befürwortern des Regimes im Westen gehörte der britische Hochschullehrer Malcolm Caldwell, der 1978 unmittelbar nach einem Gespräch mit Pol Pot in Phnom Penh unter nach wie vor ungeklärten Umständen erschossen wurde. Caldwell verteidigte die Vertreibung der Stadtbevölkerung. Sie sei notwendig, um die Stadtbevölkerung „durch harte Arbeit in Reisfeldern zu läutern und umzuerziehen“, und sah sie als milderes Mittel im Vergleich zu Exekutionen an, zu denen es ohne die Evakuierung gekommen wäre.
Die Gewaltherrschaft der Roten Khmer wurde 1984 in dem britischen Spielfilm The Killing Fields – Schreiendes Land verarbeitet. Die Verbrechen sollen durch das 2004 von Kambodscha gesetzlich beschlossene Rote-Khmer-Tribunal untersucht und abgeurteilt werden.

## Filme
- Der weite Weg der Hoffnung, Spielfilm von Angelina Jolie nach dem autobiographischen Roman von Loung Ung (Vereinigte Staaten/Kambodscha 2017).
- The Killing Fields – Schreiendes Land, Spielfilm von Roland Joffé nach einer wahren Begebenheit (Vereinigtes Königreich 1984).